# Roland Mey
Roland Mey (geb. 1942 in Leutenberg) ist ein deutscher Physiker, Autor, Pädagoge und ehemaliger DDR-Bürgerrechtler.

## Leben
Mey ist ausgebildeter Physiker. Er war auch tätig als Hochschul- und Gymnasiallehrer für Mathematik und Physik. Ab 1986 war er Busfahrer, Pförtner, Nachtwächter. Von 1989 bis 1990 war er im Bürgerkomitee Leipzig Mitarbeiter, ab 1990 war er Direktor der Leipziger Volkshochschule, SPD-Stadtrat und Friedensrichter. Sein Bruder war der Konzertpianist und Weber-Preisträger Gerhard Mey (1927–1997) aus Weimar.
Manche seiner Publikationen erschienen unter dem Pseudonym Dr. Fitzlibutzli. Hauptsächlich widmet er sich der Aufarbeitung der SED-Diktatur in der DDR. Auch Kurt Masur erfuhr bei Mey eine kritische Würdigung. Nach ihm sei Masur „kein Revolutionsheld“. Zusammen mit Günter Knoblauch wurde die Geschichte der Hochschule für Musik Franz Liszt Weimar, Verfasser Wolfram Huschke, von Mey kritisch gewürdigt. Die Verstrickungen der Hochschulleitung mit dem Repressionsapparat des Ministeriums für Staatssicherheit bzw. die Denunzianten bzw. Opfer sowohl unter den Dozenten als auch den Studenten kamen darin nicht vor. Die Defizite blieben einem Aufsatz Meys von 1922 zufolge bis heute unaufgearbeitet.
Zusammen mit dem Landtagsabgeordneten Bernward Rothe aus Halle organisierte Mey 2014/15 das „Volksbegehren Mitteldeutschland“, das die Fusion der Länder Sachsen, Thüringen und Sachsen-Anhalt als Ziel hatte, was mit Schreiben vom 14. November 2018 vom Bundesverfassungsgericht zurückgewiesen wurde.

## Werke (Auswahl)
- Physikalische Grundlagen des bautechnischen Wärmeschutzes, Institut für Aus- und Weiterbildung im Bauwesen, 7. unveränderte Auflage, Leipzig 1984.
- Humor hat, wer trotzdem lacht!, Leipzig 2006.
- Hotel „Burghof“: Oberweißbach im Thüringer Wald. Amüsante Anekdoten aus 100 Jahren, Leipzig 2013.
- Humoresken aus der DDR: Erfahrungen eines Unbequemen. SED-Diktatur erlebt als Elend, in Schlaraffia und im Bürgerkomitee Leipzig, Leipzig 2007.
- Zusammen mit Günter Knoblauch: Defekte einer Hochschulchronik. Die Hochschule für Musik FRANZ LISZT in Weimar – eine Aufarbeitung. Mitteldeutscher Verlag, Leipzig 2019.
Siehe auch Rezension von Ehrhart Neubert in: Zeitschrift des Forschungsverbundes SED-Staat (ZdF), Nr. 42/2018, S. 217–218 (Digitalisat [Memento vom 29. Juli 2020 im Internet Archive; PDF, 1,11 MB]).
- Der Schießbefehl am 9. Oktober 1989 … mit Dokumenten des Schreckens und vielen Erlebnissen aus der DDR (PDF, 16,7 MB), Leipzig 2011.
- Kurt Masur entzaubert, ein Beitrag zur Leipziger Musikgeschichte (PDF, 1,9 MB), Leipzig 2018.
- Zusammen mit Günter Knoblauch, Peter E. Rompf und Gottfried Meinhold: Der Schrei. Ein Buch gegen das absichtliche Vergessen. Die Hochschule für Musik FRANZ LISZT Weimar; Günter Knoblauch (Hrsg.), 2023, ISBN 978-3-7578-1708-4